# Katja Budimčić Sabljar
Katja Budimčić Sabljar (Rijeka), hrvatska pjevačica. Pjevala zabavnu, duhovnu i klasičnu glazbu. Okušala se i u glumi. U popularnom riječkom mjuziklu Sušak, Sušak odigrala jednu od glavnih uloga. Glazbene sklonosti su joj pop glazba i klasika. Danas živi u Kostreni. Po struci je diplomirana inženjerka tehnologije prometa.
Rođena u Rijeci.  Pohađala je glazbenu školu, Svira flautu. Sate solo pjevanja pohađala je kod poznatih opernih umjetnika. Pohađala je glazbenu školu. Studirala na Pomorskom fakultetu u Rijeci. Prve ozbiljne glazbene nastupe imala pretkraj srednje škole. Pjevala je u opernom ansamblu HNK u Rijeci. Istakla se kao solistica velikih zborova te raznih vokalnih skupina. Bila je i članica ženske klape Kastav. Od 2002. godine otišla u samostalnu karijeru na hrvatskoj glazbenoj pozornici. Prvi veći iskorak na glazbenoj pozornici bio je nastup na Uskrs festu 2008. godine.
Niz nagrada počinje 2001., s prvom nagradom Europa u školi na županijskoj razini, a na razini cijele Hrvatske za isto natjecanje dobila je drugu nagradu.
Natjecala se na više glazbenih festivala. Od 16. godine šest je godina uzastopce nastupala na glazbenom festivalu Festivalu Grobnička skala na kojem je redom pobirala nagrade stručnog ocjenjivačkog žirija i publike: 3. mjesto po žiriju 2003., 2004. pobjeda glasovima publike i drugo mjesto kod žirija, 2005. druga nagrada žirija, a Primorski radio dodijelio joj je nagradu za najizvođeniju skladbu u 2004., 2006. pobijedila glasovima publike a kod sudaca je bila druga. Nakon što je 2007. osvojila nagradu za najbolju interpretaciju na tom festivalu, stekla je pravo nastupa na uglednim Melodijama Istre i Kvarnera. 2007. je godine dobila nagradu Primorskog radija za najizvođeniju pjesmu u 2006. godini, nagradu za najbolji aranžman pjesme, i nagradu za najbolju interpretaciju. Godine 2008. nastupila na Uskrs festu pjesmom Isus šalje nadu. Tekst je napisao Robert Pilepić, glazbu i aranžman Duško Rapotec. Za izvedbu ove pjesme dobila je drugu nagradu stručnog ocjenjivačkog žirija. 
Uz nagradu je dobila posebno priznanje kardinala Josipa Bozanića. Nastupila na MIK-u 2009., na kojem je osvojila drugo mjesto, uz pobjede na dvjema predfinalnim večerima. Iste je godine sudjelovala na međunarodnom natjecanju zborova i vokalnih skupina održanom u Veroni prilikom nastupa s riječkom vokalnom skupinom Octachord i dobili drugu nagradu. Na četvrtoj večeri MIK 2010. održanoj u Labinu izvela skladbu Dvi barke  (Ivica Frleta -- Ljubica Bestulić Stanković - Robert Grubišić). 2010. godine dobila prvu nagradu stručnog žirija na Melodijama Istre i Kvarnera održanim u Gračišću. Na završnoj večeri MIK 2010. u Rijeci dobila je prvu nagradu stručnog žirija te je osvojila deveto mjesto po glasovima publike. Godine 2010. nastupila na Zagrebfestu pjesmom Volim te svijete (glazba i aranžman Robert Grubišić, tekst Marina Valković). Godine 2010. bila je nominirana za Porina u kategoriji duhovne glazbe, za najbolji album. Na albumu Kantata od svetoga Bartola pjevala je s Radojkom Šverko, Darkom Đekićem, Barbarom Juretić i Kristinom Mavrinac, glazbeni producent bio je Vinko Škaron, a nakladnik Katedra Čakavskoga sabora Grobnišćine. Kantata je nastala na ideju cerničkog župnika vlč. Petra Zebe. Autori su Vinko Škaron i Vlasta Juretić, a posvećena je stoljeću postojanja crkve u Cerniku. Općina Kostrena dodijelila je Katiji Budimčić 2010. godišnju nagradu za doprinos u kulturi.
Godine 2011. nastupila na MIK-u pjesmom Vela vrata od Kvarnera (glazba Bruno Krajcar, tekst Daniel Načinović, aranžman Robert Grubišić) i dobila drugu nagradu stručnog ocjenjivačkog žirija. Na MIK-u 2012. nastupila pjesmom Jubav su šipuni. Nastupila 2014. na etno-eko festivalu Jabuka pjesmom Za jubav dala sam se.Na MIK-u 2013. nastupila pjesmom Volela bin (glazba, stihovi i aranžman Lado Bartoniček). Pjevala i na drugim festivalima poput Čansonfesta i Festivala dalmatinske šansone.
Gostovala u poznatoj emisijih Hrvatske televizije Lijepom našom koja se održala u Kostreni.
Pjevala dvije godine u riječkom sastavu Atmospheric. S frontmenom Atmospherica Ladom Bartoničekom ostvarila uspješne radijske skladbe poput Ne voliš me, Molim te ne i Ljeto u nama. Suradnju izvan benda nastavila je 2016. godine pjesmom Prazne ruke.
Angažirana u katedri Čakavskog sabora Kostrene u kojoj pjeva i glumi.

## Vanjske poveznice
- Discogs Katja Budimčić
- Diskografija.com Katja Budimčić